# Inuyama
Inuyama (japanska: 犬山市?, Inuyama-shi) är en japansk stad i prefekturen Aichi på den centrala delen av ön Honshu. Den har cirka 75 000 invånare och fick stadsrättigheter 1 april 1954. Staden är belägen längs Kisofloden och ligger norr om Nagoya, vars storstadsområde den ingår i.